# Aislamiento durante la menstruación
El aislamiento durante la menstruación, también llamado aislamiento o retiro menstrual, es una práctica cultural que consiste en que las mujeres se aíslen socialmente durante su menstruación. En algunos casos llega a considerarse una forma de exilio temporal. La reclusión se lleva a cabo normalmente en una estructura construida especialmente para este fin denominada cabaña o choza menstrual, casa de reclusión, casa de aislamiento o directamente casa menstrual. Se estima que el 12% de las sociedades preindustriales utilizaron algún tipo de cabaña de menstruación. Otra práctica afín es la segregación para el momento del parto y en el periodo postnatal.
Los orígenes y funciones aún son objeto de debate e investigación. Como denominador común, las culturas que lo practican atribuyen a la sangre menstrual poderes espirituales, o la capacidad de generar daño a los varones, traer enfermedades, desgracias o la muerte a todo aquel que tenga contacto con esta. Al ser considerada por algunos sistemas de creencias una «sustancia contaminante» capaz de afectar negativamente a la comunidad, el aislamiento social constituye el nivel más severo de los tabúes menstruales y supone un ritual de purificación y de contención simbólica del poder de esta sangre. A su vez, las cabañas de menstruación pueden ser espacios donde hospedar el rito de paso de la niñez a la adultez, evento que en las niñas inicia con la menarquia: durante el periodo de aislamiento se las instruye en saberes y conocimientos para su rol en la vida adulta.
La interpretación dominante del aislamiento, junto a otros tabúes menstruales, es negativa. Existen iniciativas gubernamentales y sociales con el objetivo de modificar los rituales o erradicarlos, como en el caso de India con políticas de modernización de edificios que hospedan el gaokor, y Nepal, que en 2017 ilegalizó el chhaupadi. Estos dos tipos de aislamientos generaron un número de víctimas fatales por la precariedad de las chozas de menstruación, que exponen a las participantes a las inclemencias del clima, la falta de alimentos y a ataques de animales. Bajo estas condiciones se considera que la práctica va en detrimento de la salud física, mental y emocional de la mujer. A su vez, el temor de la comunidad a su estado de impureza impide que la asistan en caso de que suceda una emergencia mientras aún sangre. El Fondo de Población de las Naciones Unidas considera que la segregación social durante la menstruación promueve estigmas e ideas negativas sobre este proceso fisiológico. En otros casos, se discute que el aislamiento menstrual se relaciona con creencias espirituales y tiene asociado un potencial beneficio para la mujer. El enfoque desde las creencias nativas norteamericanas sobre la reclusión difiere del análisis europeo–estadounidense, y considera al retiro menstrual un «reconocimiento del poder de las mujeres y un mecanismo para contener sus potenciales fuerzas negativas». Las comunidades judías que obedecen las leyes niddah de aislamiento ven en su práctica una manera de expresar su identidad religiosa y ayuda a promover un sentido de pertenencia. Alma Gottlieb y Thomas Buckley en su libro Blood Magic: The Anthropology of Menstruation de 1988, tras el estudio del sistema de tabúes menstruales en diferentes culturas, les asignaron significados «ambiguos, polivalentes, y a menudo ambivalentes».

## Descripción y estudio
El aislamiento durante la menstruación es una práctica cultural que promueve la segregación de las mujeres a partir de su menarquia del resto de la sociedad. La duración es variable, desde los días que dure estrictamente el sangrado, hasta periodos más prolongados. Por lo general, se lleva a cabo en una estructura construida especialmente para este fin denominada cabaña o choza menstrual, casa de reclusión, casa de aislamiento o directamente casa menstrual. Supone un ritual de purificación y de contención simbólica de esta sangre, considerada por algunos sistemas de creencias una sustancia «contaminante» que puede afectar a la comunidad.
La presencia de tabúes menstruales, particularmente de formas de aislamiento durante el sangrado, son más habituales en sociedades matrilocales. Otras actividades realizadas en las casas de menstruación son rituales relacionados con la reproducción femenina, la pubertad, de purificación y como lugar para hospedar el parto. Se estima que el 12% de las sociedades preindustriales utilizaron algún tipo de cabaña de menstruación. Si ya se practicaba desde la prehistoria tardía, se estima que entre un octavo y un décimo de las mujeres del sudeste norteamericano podían encontrarse aisladas en cualquier momento. La frecuencia de la menstruación y, por consiguiente de la segregación, es variable. En sociedades preindustriales el aislamiento era esporádico ya que las mujeres presentaban una mayor tasa de embarazos y tiempos prolongados de amamantamiento (que puede provocar amenorrea lactacional), por lo que el sangrado no era un acontecimiento mensual y recurrente. Contrariamente, en sociedades modernas el uso de anticonceptivos hormonales y la elección de la mujer de desarrollarse profesionalmente antes que un matrimonio a temprana edad, son factores que inciden en la regularidad de los ciclos menstruales. Por ejemplo, las mujeres beta israel pueden practicar el aislamiento con mayor frecuencia en Israel que en su natal Etiopía.
Debido a la estricta segregación entre hombres y mujeres que establecen las cabañas de menstruación, y al tabú que representa el ingreso de varones, la observación etnográfica de este fenómeno estuvo condicionada por el sexo de los antropólogos que las describieron en los siglos XIX y XX. En algunos casos se limitaban al exterior visible de las estructuras, como en los escritos de George Musters sobre el pueblo tehuelche/patagón de la Patagonia, por lo que muchos de los ritos practicados en el interior y sus funciones sociales aún son objeto de debate. De acuerdo con Patricia Galloway, debido a que la menstruación supone también un tema tabú en sociedades occidentales modernas, el modelo arqueológico de su estudio  puede estar condicionado por una mirada etnocéntrica que cataloga al fluido como «contaminante» y «peligroso». Esto conlleva a que el tema sea ignorado en los registros arqueológicos y las hipótesis partan de un sesgo negativo occidental. La interpretación dominante sobre tabúes menstruales y la noción de «contaminación menstrual» es negativa. Alma Gottlieb y Thomas Buckley, en su libro Blood Magic: The Anthropology of Menstruation de 1988, propusieron un acercamiento diferente para el estudio del sistema de creencias sobre menstruación. Tras contrastar el valor simbólico de la sangre menstrual y su rol en la regulación social en diferentes culturas, concluyeron que las prácticas relacionadas (incluido el aislamiento) tiene significados «ambiguos, polivalentes, y a menudo ambivalentes». Uno de los análisis desde el feminismo cultural considera las chozas de menstruación posibles lugares de sororidad, capaces de reforzar el vínculo entre mujeres y conectar su sangre menstrual con el culto a la Diosa. Esta interpretación está sujeta a debate por otros autores, al contrastar las funciones sociales que cumple la práctica según la cultura.

## Uso por cultura

### África
La reclusión menstrual ya se practicaba en el Imperio Nuevo en el Antiguo Egipto, con evidencia arqueológica como el óstraco OIM 13512, hallado en Deir el-Medina, que menciona a ocho mujeres menstruantes y «la casa de las mujeres». Si bien se tiene registro de tabúes y rituales de purificación egipcios para este fluido, no existe un consenso sobre el significado de la escritura. Una interpretación de Terry G. Wilfong promueve que estas mujeres se trasladaban juntas hacia una estructura comunal destinada al aislamiento menstrual. Otra traducción propone que cada una de ellas salió de la habitación privada de su vivienda donde se recluía, y se encontraron para realizar en conjunto la purificación o buscar agua en las cisternas a las afueras del pueblo. Esta última versión marcaría un antecedente en la existencia de los cuartos especiales de mujeres en las casas egipcias, encontrados en la posterior dinastía ptolemaica.

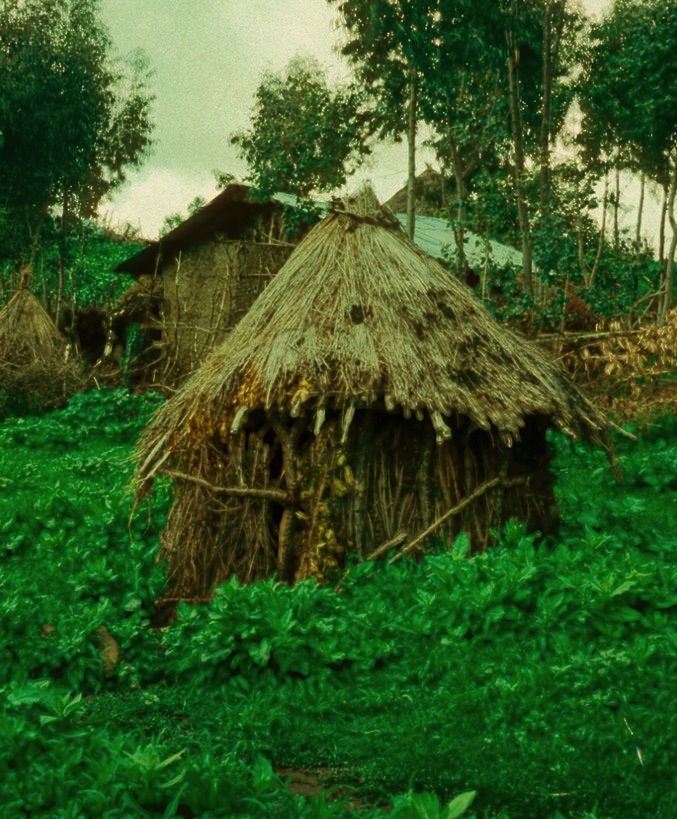
Choza de menstruación de Ambober, Etiopía (1976). Pertenece a una aldea judía que continúa la tradición del niddah.

Los judíos etíopes o Beta Israel mantienen las leyes niddah de purificación de la mujer durante el menstruo y tras el parto. Estas se aíslan en pequeñas cabañas, lejos de la casa familiar, y se abstienen de todo tipo de trabajo; adentro pueden encender un fuego para mantenerse calientes, preparar café o tostar semillas, pero no se les permite cocinar por lo que dependen de familiares para recibir una ración de alimento esos días. Estos, a su vez, cuidan de no tocar a la mujer mientras sangra. Se refieren al lugar como choza de la maldición o yä-däm gojjo (choza de sangre). También se erigen para la reclusión de las parturientas, o yä-aras gojjo (choza de nacimiento). En ambos casos, los varones son los encargados de construirlas y las estructuras tienen que ser lo suficientemente sólidas para soportar la época de lluvias. Estas pueden compartirse por las mujeres de una misma comunidad, y son un punto de encuentro y de transmisión de conocimientos. Tras siete días de reclusión, la mujer puede retomar sus actividades, pero primero se debe bañar en un río, cortar sus uñas y ayunar durante el día antes de retornar a su hogar al atardecer.
Un porción de mujeres del pueblo Dogón de Malí pasan un promedio de cinco noches en las chozas de menstruación o ponulu. Durante el día se les permite trabajar en los campos, aunque tienen prohibido transitar por las calles públicas o residir en sus hogares. Tampoco pueden cocinar para sus cónyuges o mantener relaciones sexuales. A diferencia del resto de viviendas rectangulares, estas son estructuras circulares estrechas, que se erigen a metros de los asentamientos de los esposos y no tienen ventanas. La mujer o grupo de mujeres que las habitan preparan el fuego y sus alimentos afuera. Suelen también dormir en el exterior. El uso de estas viviendas esta ligado a las creencias animistas de los esposos o suegros, quienes dictaminan el carácter obligatorio de la práctica. Si la mujer quebranta el tabú y permanece en su hogar durante el sangrado, se la puede multar con una oveja que será sacrificada por los ancianos y su carne consumida únicamente por los varones. Si, por el contrario, se sospecha un mal uso de la cabaña de menstruación, el hombre puede enviar a su hermana a constatar la existencia del sangrado de su esposa, o el mismo grupo de mujeres que la habita al unísono se encarga de verificar el estado menstruante de cada una. Si se mintió sobre su existencia, se corre riesgo de ser rechazada por la comunidad.
Los efé, pueblo seminómada del bosque de Ituri en la República Democrática del Congo, aíslan a su primogénita a partir de su menarquia por un periodo de seis meses a un año. La cabaña para este fin se distingue por su techo plano y forma cuadrada, diferente a las estructuras semiesféricas del resto de la comunidad. Dentro de la misma, la niña se mantiene en un estado liminal: no puede alzar la vista al techo y envuelve sus pies con hojas para no tocar el suelo al caminar.

### América

#### Norteamérica
Las comunidades nativas de la actual Canadá poseían tabúes durante el sangrado; la mujer menstruante se aislaba socialmente, evitaba el contacto con los hombres, los caminos que estos recorrían y tocar sus herramientas por cuestiones de «decencia» ya que la menstruación se veía aparejada de desgracias.  Los pueblos de la Meseta del Noroeste (particularmente los tenino, okanogen y chilcotin) del territorio comprendido entre los ríos Columbia y Fraser hasta la costa del Pacífico, actual Columbia Británica, erigían viviendas de reclusión menstrual y de uso comunal para los partos. Estaban ubicadas río abajo, y correspondía que la niña la construya por sí misma al llegar a la pubertad, aunque las mujeres también cooperaban en esta tarea. Se cree que estos grupos influyeron en la adopción de la práctica de reclusión menstrual en los pueblos del noroeste de California. La segregación durante la menstruación se practicaba por casi todos los pueblos nativo norteamericanos en el actual Estados Unidos, principalmente en las regiones del oeste y subártico. La zona de mayor desarrollo de tabúes menstruales se extiende desde la costa del Pacífico hasta el oeste de las Grandes Llanuras con los asentamientos shoshones. Pasando este límite los omaha también edificaban chozas de menstruación. Las tiendas se ubicaban a cierta distancia de los campamentos y el rito se complementaba con otras prácticas, como nuevas dietas, ayuno y restricciones. Los retiros podían realizarse también en cuevas. 

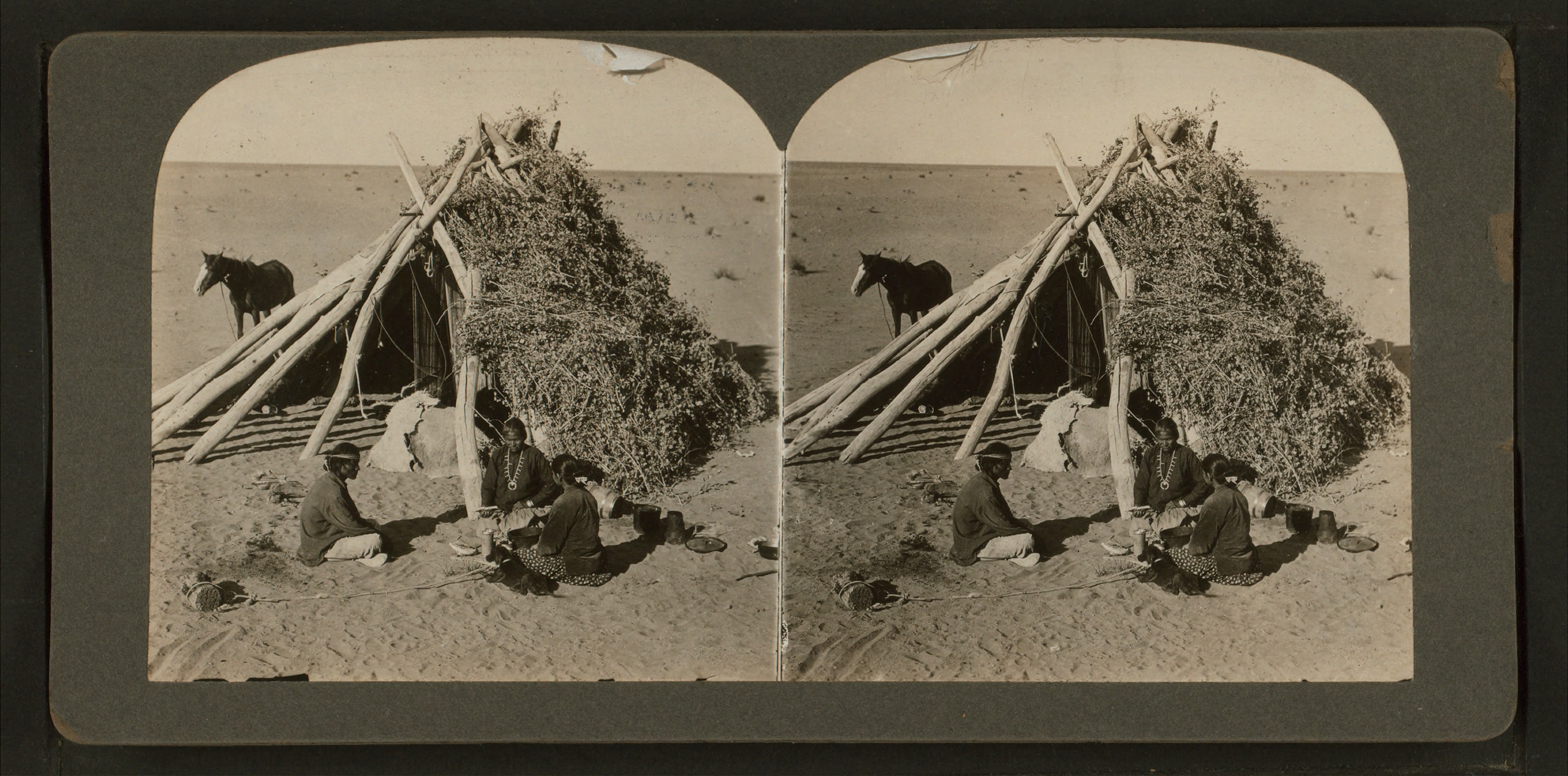
Vivienda navajo. Para recluirse en su menarquia, una niña de este pueblo debía construir por sí misma una estructura similar.

Cuando una niña navajo tenía su menarquia, construía por su cuenta un refugio tipi de pícea afuera del campamento donde se aislaba temporalmente. Nadie debía verla al hacer esta tarea. Las tribus anishinaabe destinaban un promedio de cuatro días de reclusión por ciclo menstrual. Este lapso era considerado por algunas mujeres como un beneficio al permitirles descansar de las tareas cotidianas ya que, a diferencia de los hombres con jornadas esporádicas de trabajo, sus labores eran constantes. Los lakota llamaban a estas chozas išnáthi. Existen menciones imprecisas de las cabañas de menstruación de los yurok. Aunque no hay registros en los mapas o restos arqueológicos, Alfred Kroeber las describió en 1925 como refugios que lindaban con la vivienda familiar, pequeños y precarios fabricados con tablas de madera inclinadas. En 1982 Thomas Buckley sugirió que además existieron edificios grandes utilizados de manera comunal, con forma de domo y mejor adaptados al clima, lo que sustentaría la hipótesis de la sincronización menstrual al poder albergar a varias mujeres al mismo tiempo. Los maidu del noroeste, shasta, lemhi, hupa y los pueblos de Wind River también practicaban el confinamiento menstrual. Los esquimales poseían edificios de aislamiento tanto para las mujeres con su menstruación como para las puérperas, quienes en su estado eran «peligrosamente contagiosas» y se evitaba tratar de cerca con ellas. En la Isla Kodiak existían chozas para el menstruo de un metro de largo, sesenta centímetros de ancho y menos de un metro de alto. Los naudowessies también erigían edificios donde mujeres solteras y casadas se recluían. Las cabañas para este fin de los nuwuvi estaban expresamente prohibidas para cualquier integrante que no fuese la mujer con su menstruación; para contener el tabú de su sangre, considerada «contagiosamente sucia», esta debía a su vez alejarse de los implementos de caza y los objetos de las danzas rituales de los varones.
En algunos grupos la menarquia requería ritos específicos. Los tlingit imponían una serie de restricciones a la niña que incluían el aislamiento estricto con vigilancia y sin la posibilidad de acostarse. A su vez, se adornaba con pintura corporal, evitaba el sol y solo se alimentaba con comida previamente masticada por otro integrante de la comunidad. En los mohawk se escapaba al comenzar a menstruar y se ocultaba por tres o cuatro días en el bosque. Tras darse cuenta de su ausencia, su madre emprendía una búsqueda acompañada por vecinas y al encontrarla le brindaba una ración de alimento con utensilios para cocinar. Al cabo de quince o veinte días regresaba a la aldea y la reclusión se repetía con cada ciclo menstrual. Para los dene la primera menstruación requería dos meses lunares de aislamiento, la mujer en ese estado era considerada «la encarnación del mal, una plaga» a evitarse y se controlaba que lo cumpla de forma obligatoria en cada sangrado. La comunidad lenape mantenía a la niña con los ojos vendados por doce días en una cabaña alejada, donde se sometía a purgas, vómitos y ayunos.

#### Centroamérica y Sudamérica
El pueblo bribri de Costa Rica confina a la mujer durante el menstruo a una cabaña, y su contacto con la comunidad se limita a su madre u otra asistente. En las comunidades de las Islas de Barlovento el aislamiento duraba de una semana a dos meses. La mujer de la etnia misquito vive una semana alejada de la sociedad en una cabaña en el bosque y se le lleva una ración de alimento ya que en su estado se estima que es «peligroso» que cocine ella misma.  En diversas comunidades los ritos de iniciación a partir de la pubertad de una joven menstruante incluían periodos de reclusión en la propia casa familiar. Los arm, taulipang, boas, yameos, tuhnus, cheberos, mayorunas, charnzcuros, chayavitas, cashibo, nokarnan, koto, muras, agw nas, cainguás, guarm~i y ava guaraníes encerraban a la niña detrás de un cerco, y los macuxi, galibi, purukoto, onmguus, mm~hés, lupzmmbas, guaraníes y goajiros/wayú elevaban su hamaca más cerca del techo. En Surinam, los pueblos afroamericanos cimarrones tienen prácticas rituales de segregación menstrual. Las mujeres saramaki habitan los faági, estructuras diseñadas para contener la contaminación de esta sangre junto con la del parto y que no afecten los poderes espirituales masculinos. Los hombres marcan la construcción colocando los postes, y ellas son las encargadas de terminarla y mantenerla. Durante el menstruo, el tabú le indica a la mujer guardar distancia y no dirigir la palabra a otros miembros de su círculo, e incluye la prohibición de actividades como cocinar para otros, tocar a un bebé, usar taburetes, sembrar cultivos y en general no tocar o entregar nada a un varón.

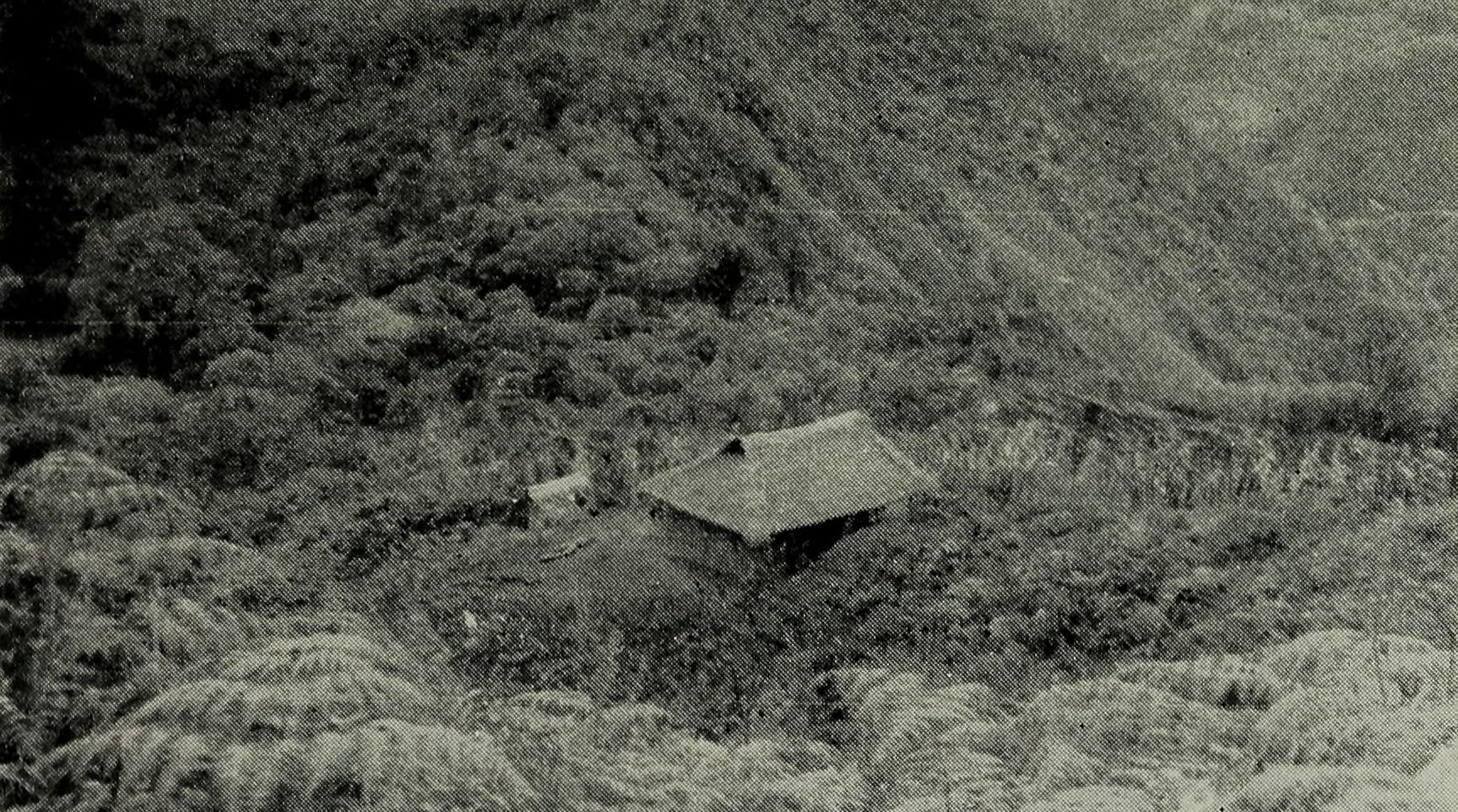
Una cabaña de menstruación (estructura pequeña a la izquierda) junto a una vivienda familiar del pueblo nasa en Colombia, 1901.

Los pueblos ingas, sionas, coreguaje, cofanes y kamtzás iniciaban los rituales con la menarquia y el aislamiento menstrual se daba por días o semanas en una choza o habitación diferenciada del hogar. En ese tiempo la niña evitaba esfuerzos físicos y aprendía los oficios propios de la mujer de su cultura, se la resguardaba del frío y sometía a una dieta estricta. Para los sionas, la primera menstruación marcaba el pasaje de la dependencia de la madre hacia una autonomía; la niña era confinada entre dos o tres meses a una cabaña menstrual, donde se bañaba a diario con hierbas y realizaba una serie de ritos con el fin de garantizar salud en la edad avanzada. Tras concluir esta etapa, regresaba al principio de cada ciclo menstrual y permanecía allí tres días; al segundo se bañaba con hierbas y al tercero se le permitía regresar a su hogar, siempre y cuando no se sentara cerca de su familia. El cuarto día nuevamente realizaba un baño para retomar sus actividades cotidianas y  al quinto se la autorizaba a preparar alimentos. En el pueblo nasa, si una mujer quebranta el tabú y no permanece en la choza de menstruación, o du yate lechukue, se cree que puede provocar la aparición de enfermedades. Los guahibo tienen un rito especial para la primera menstruación: conducen a la niña a una casa lejos de la comunidad y solo se comunican con ella su madre y el chamán; debe cumplir con una serie de restricciones a la hora de comer, dormir o gritar, y al finalizar el sangrado debe bañarse para recuperar la pureza. El aislamiento se repite con cada ciclo sin que medien rituales. Los pumé segregan a la niña con su primer sangrado y no se le permite preparar alimentos, participar de ceremonias o acercarse a los enfermos. Su madre también vela sus ojos ya que se cree que la mirada de una mujer menstruante, especialmente con la menarquia, puede ocasionar daños a otros.
Los tupinambá celebraban la menarquia de todas las integrantes con fiestas. Primero se aislaba a la niña lo que dure el sangrado y cortaban su cabello; estaría lista para casarse cuando este sea lo suficientemente largo para cubrir su espalda. Los pueblos a la vera del río Vaupés tenían cabañas menstruales de aislamiento total. Los tikunas recluían a la niña con sus primeras menstruaciones en una choza por un lapso de hasta un año, donde se llevaba a cabo la ceremonia yüüechíga o pelazón, rito de paso de la niñez a la adultez. El encierro aparece representado en las narraciones de la mitología de los pueblos yanomami, donde se indica que las niñas deben aislarse y no moverse ni asearse durante el sangrado. Cuentos de su folclore advierten sobre las consecuencias de violar el tabú menstrual. Si una mujer abandona prematuramente el aislamiento, ya sea voluntariamente o por haber sido obligada, y se une a actividades colectivas, se impone un castigo divino a toda la comunidad. Algunos relatos explican la existencia de seres que habitan el inframundo cuando todo un pueblo descendió a este lugar por la participación de una mujer menstruante en una celebración. Otros indican que no respetar el aislamiento convierte a las personas en objetos o animales; si la mujer no se recluye y decide ir de caza, puede transformarse ella misma en un pecarí o murciélago.
En los pilagá la menstruación vuelve a la mujer «impura y contaminante», y esta debe aislarse en un proceso de purificación y protección a sí misma. Las niñas con su primer sangrado menstrual permanecen en un rincón diferenciado de la choza familiar, con su cuerpo y cabeza velados. Allí se dedican a hilar lana y trenzar fibras vegetales. El objetivo es alejar a los seres mitológicos y chamanes con intención de dañarlas durante su estado menstruante. Para esto, se rodea el edificio con un círculo de ceniza como protección, y la niña solo sale escoltada por una anciana, persona con el poder espiritual suficiente para disuadir a estas entidades. En pueblos originarios del sur de Chile y Argentina se registraron ceremonias de reclusión de niñas con su menarca, documentadas en el siglo XIX, y en menor medida en el XX. George Musters registró viviendas para la celebración de la menarquia en su viaje de 1873 en el territorio del complejo tehuelche/patagón en la Patagonia. Denominó la estructura como «casa bonita» por los toldos tejidos que adornaban el exterior y que la diferenciaban del resto de viviendas de cueros. Allí, la joven con su menarca se recluía mientras su familia ofrecía una celebración con bailes llamada upichka ájwai, apechk kaní o apechek a ahwai.

### Asia
La etnia kalasha de Pakistán, de religión pagana y chamánica, utilizan casas menstruales o bashali.Con una tipología similar al resto de sus edificios, se asocian a las necrópolis y son a su vez lugar de culto y para hospedar el momento del parto. Su disposición geográfica al nivel del valle es conveniente tanto para las mujeres que habitan los pueblos como para las que viven en los límites rurales. Se utilizan ininterrumpidamente durante todo el año, a diferencia de otras estructuras erigidas en altura e inaccesibles durante el invierno. Las casas de menstruación también son una institución común para todos los grupos kalasha, y un punto de encuentro e intercambio seguro con visitantes.
En India la práctica de segregar a la mujer durante la menstruación por considerarla impura se denomina kkurma, y las chozas donde se realiza kkurma ghar, gaokar o gaokor. El ritual prevalece en la región central, en los estados de Andhra Pradesh, Maharashtra, Karnataka y Orissa con los grupos étnicos gond y madiya y la casta kadugolla. Las mujeres pueden trabajar en los campos sin tocar los cultivos y no deben cruzarse con otras personas al transitar los caminos. Inicialmente se le brindaba un vaso y un plato para que pasen esos días a la intemperie en el terreno de su vivienda, y desde 2005 existen iniciativas gubernamentales para construirles refugios modestos. La estructura no cuenta con cocina, habitaciones o un baño, y los familiares son los encargados de llevarles una ración de alimento. La práctica también aísla a las puérperas hasta dos meses tras el parto. En el Valle Píndaro del estado del norte Uttarakhand, el 90% de las niñas y mujeres se recluyen en los goth o establos junto con los animales. El primer aislamiento con su menarquia dura diez días. En los siguientes ciclos se espera que se aíslen tres días en el establo, y luego pasen los siguientes dos separadas en su hogar antes de retomar su rutina.  Al ingresar al goth se las moja con orina de vaca dado que junto con el estiércol se consideran sustancias purificadoras. Durante este lapso el padre evita mirarlas, se les sirve en vajilla propia para mujeres menstruantes y no pueden utilizar el baño, por lo que deben defecar en el exterior. También podían retirarse al bosque para aislarse. En Kerala las castas matrilineales nayar/nair (alta), pulaya y paraya (intocables) ofrecen una ceremonia en la menarquia que inicia con la segregación de la niña, pudiendo realizarse en una casa de menstruación. Allí se le ofrecen regalos y, tras unos días, el aislamiento finaliza con un baño ritual. Le siguen bailes y una procesión pública encabezada por la niña y liderada por mujeres.
En las regiones occidentales de Nepal, diferentes grupos y castas hindúes practican el ritual chhaupadi, el exilio de la mujer durante su menstruo a una cabaña llamada chhau (menstruación), a un establo o habitación separada del hogar. Se cree que atraviesa un estado de «impureza», y todo lo que toque quedará contaminado. El tabú las aísla particularmente de los hombres. Esta debe continuar con las labores manuales en el exterior como la agricultura, pero no puede proveer por sí misma, cocinar o acercarse a una fuente de agua comunitaria, por lo que depende de otros para subsistir esos días. La práctica también se conoce con el nombre de chhue o bahirhunu en los distritos de Dadeldhura, Baitadi y Darchula, chaupadi en Achham y chaukulla o chaukudi en Bajhang. El gobierno de Nepal lo prohibió oficialmente en 2017, pero continúa realizándose en las zonas más remotas del país. A raíz de esto, las autoridades han tomado una serie de medidas para disuadir la segregación de las mujeres.
En Japón, a partir del siglo XIV la menstruación junto con la sangre del parto se consideraron dos vías de kegare, formas que de acuerdo al sintoísmo volvían «impura» a la mujer. Esta concepción se vio reforzada por la influencia china del sutra Ketsubon Kyō, texto sagrado del budismo que revela la salvación de las mujeres que descendieron al infierno por el tabú de este sangrado. Durante el periodo Edo (1600-1868) el foco pasó a ser la «contaminación menstrual». Se tiene registro de viviendas de aislamiento tanto para el momento del alumbramiento, en cuyo caso se denominaban ubuya (産屋?), como para transitar el menstruo, llamadas koya (小屋?), ambas también referidas como taya (la otra casa). Era habitual encontrarlas en aldeas pesqueras. Si bien originalmente se trataba de estructuras distintas, con el correr del tiempo el mismo lugar fusionó ambas funciones; en un principio se la construía muy alejada de la vivienda familiar y hacia el final se erigían más cerca, en el mismo terreno. Una tercera estructura llamada mikkaya (三日屋?) era destinada a los tres días siguientes de finalizado el sangrado, antes de que la mujer regrese a su casa. Las taya existieron a lo largo de tres siglos y medio, y se prohibieron primero durante el periodo Edo. Su práctica prevaleció hasta la nueva prohibición en los inicios del periodo Meiji y desaparecieron aproximadamente en 1880. Durante el sangrado las mujeres no podían entrar al depósito de alimentos o a las habitaciones de su casa que albergaran un santuario doméstico, como así tampoco acercarse al pozo de agua. A la koya podían llevar alimentos fríos como vegetales o miso, pero no cocidos ya que la creencia dictaba que si cocinaban podían contaminar el fuego del hogar en su estado. Tras concluir el sangrado lavaban su cuerpo, cabello y ropa en un río, y antes de reintegrarse a su hogar se les debía de servir una taza de té en una casa ajena.
En Indonesia, la etnia huaulu tiene chozas de menstruación hechas con palma de sagú y techo de paja, similares a otros de sus edificios, construidas y reparadas exclusivamente por las mujeres. Se sitúan en los márgenes de la aldea, su puerta y veranda enfrentan el bosque y se cuida que las ventanas no apunten en la dirección del pueblo. La reclusión no es severa y la mujer puede deambular durante el menstruo siempre y cuando evite los caminos de los varones. En la choza se hospedan entre una y seis mujeres, quienes a su vez pueden verse acompañadas por amigas o niños pequeños. No se le permite cocinar o llevar cargas pesadas como leña o agua, y el tiempo allí lo ocupan tejiendo, tocando instrumentos o relatando historias. Una vez concluido el sangrado, es habitual que se hospeden allí un par de días más por precaución y así asegurarse que no hay riesgo de traer sangre menstrual a su hogar. Al finalizar su estadía, deben bañarse en un manantial e ingresar a su vivienda por la puerta trasera. Las chozas de menstruación pueden albergar los nacimientos, y los niños varones pueden habitarlas en compañía de sus madres hasta llegar a la pubertad, cuando dejan de entrar al edificio por el miedo a la muerte que instaura el tabú.

### Oceanía
En la región de las Islas del Pacífico, la sangre menstrual se considera «sucia» y genera un estado de «impureza» en la mujer. Esto le impide servir alimentos, ya que se cree que el contacto con otras personas puede traer mala suerte a su familia, debilitar al varón, causarle una enfermedad o impactar en su habilidad para la caza o la pesca. La reclusión se da en chozas para proteger al resto de la comunidad de la naturaleza negativa de la sangre menstrual. Esta práctica está presente especialmente en Islas Salomón y Papúa Nueva Guinea. También entre fiyianos de ascendencia india y la comunidad i-Taukei.
En la Provincia de las Tierras Altas Orientales de Papúa Nueva Guinea, las etnias ommura, awa tauna, kamano y mbowamb construyen casas de reclusión menstrual llamadas kapa o namu no. Estos grupos creen que la menstruación es peligrosa para el varón, quien puede enfermar, debilitarse o morir si entra en contacto con esta, sobre todo si su esposa le sirve alimentos mientras transita el periodo. De diseño similar a otras casas, se erigen adyacentes a la vivienda principal y cada una se comparte hasta con tres familias. Cumplen a su vez otros propósitos como lugar donde dar a luz, hospedar el rito de iniciación de la mujer o retiro en el caso de que padezca un trastorno de la menstruación, en su embarazo o infertilidad. Rituales de hechicería también se llevan a cabo en el suelo de esta choza. Los varones no entran para evitar la contaminación del sangrado y las posibles enfermedades que este pueda causarles.
En Hawái existieron los kapu o edificios designado para las actividades tabú; uno de ellos eran las hale pe'a o chozas de menstruación. El aislamiento también se debía a los temores sobre la impureza de este proceso, por lo que las mujeres residían en estas estructuras pequeñas, sin comodidades alejadas de su vivienda y de las chozas de los hombres (hale mua). Durante el sangrado restringían temporalmente el consumo de carne roja como perro y cerdo, y su dieta consistía en mariscos y pescados junto a otros productos no cárnicos. Su instauración se atribuye a Luʻukia, cacica de la mitología hawaiana que trajo la costumbre de Tahití y que durante el menstruo se abstenía de relaciones sexuales mientras se aislaba en una cabaña alejada.

## Orígenes y funciones

### Religión, contención del tabú y purificación

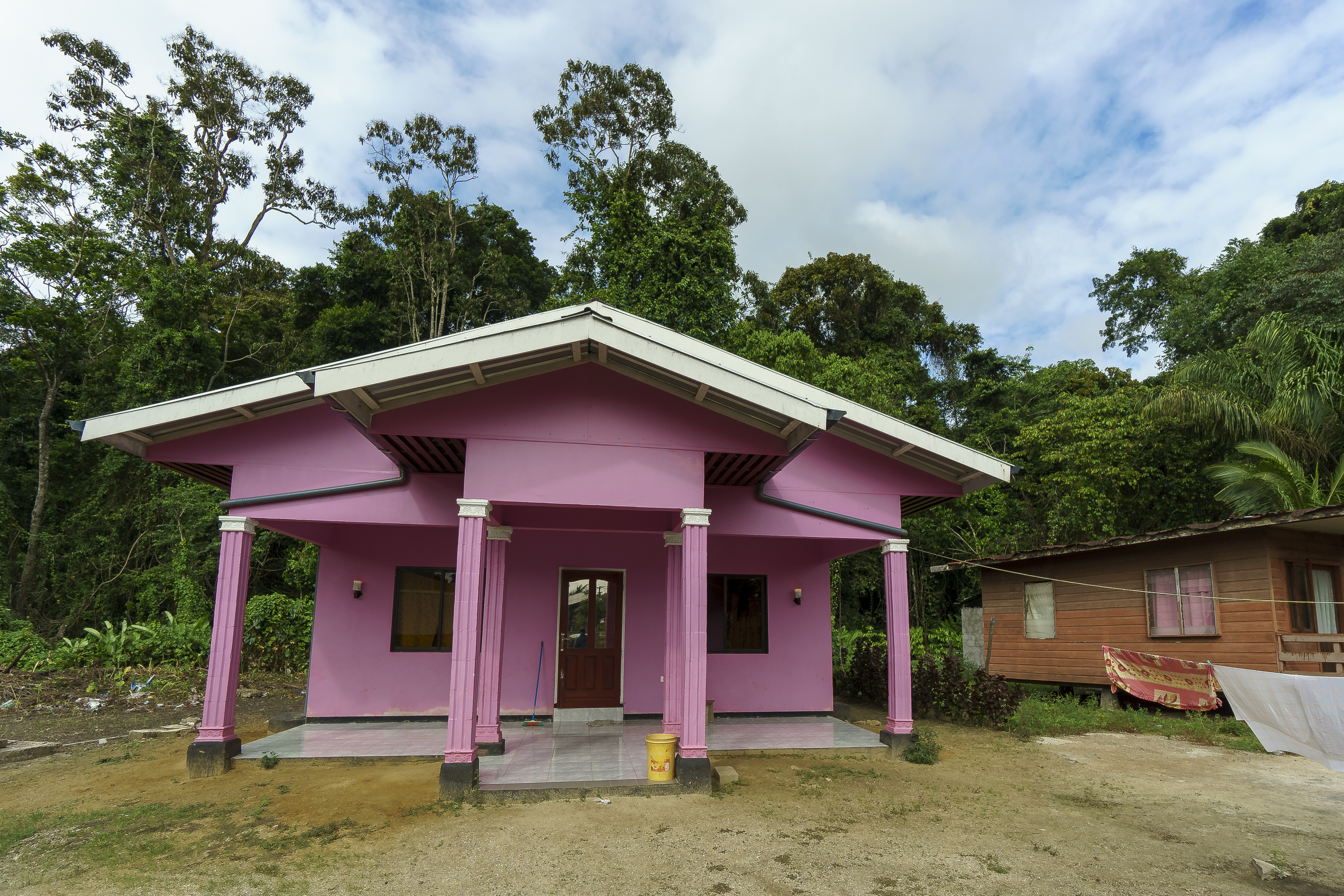
Edificio moderno de menstruación en Surinam. Antiguamente era una cabaña de madera. La práctica deviene de la colonización de la zona por grupos practicantes del judaísmo que influyeron en la adopción del niddah.

Particularmente en las religiones, la presencia misma de una mujer con su menstruación tiene un carácter disruptivo ya que el sangrado provoca una «contaminación peligrosa» capaz de afectar a toda la comunidad. En el judaísmo, el libro del Torá recoge la práctica del niddah, que denomina tanto a la mujer menstruante como a las leyes de su segregación de la sociedad. Días previos al inicio del sangrado, esta debe alejarse paulatinamente de su esposo, habitar otros espacios de la casa y dormir en una cama separada hasta que inicie su periodo menstrual, momento que marca el aislamiento. Finalizada su menstruación, se mantiene separada siete días adicionales y el rito concluye con el baño simbólico o mikve. El cónyuge no debe tener relaciones sexuales con ella durante el sangrado o antes de que realice su purificación o quedará contaminado; un hijo nacido de la unión durante el menstruo o antes del baño ritual se considera «gravemente profanado». Comunidades ortodoxas adhieren a la práctica de forma obligatoria, mientras que otros grupos judíos liberales consideran el aislamiento una decisión personal. La motivación contemporánea detrás del niddah no focaliza en los conceptos de pureza, sino que se relaciona con la expresión de identidad religiosa, la pertenencia de grupo y es una vía para diferenciarse de otros ciudadanos seculares. Asimismo, las mujeres han resignificado la función del aislamiento como una manera de gestionar los momentos de intimidad sexual y garantizar la concepción en momentos rituales. Las judías de Etiopía lo practican asiduamente, permanecen siete días en las chozas especiales y continúan su tradición en otros países como Israel, donde al no existir edificios de menstruación se repliegan temporalmente a otros espacios específicos de su vivienda.
Desde la antropología se ha relacionado el fenómeno de la segregación menstrual con la delimitación del poder masculino y sus espacios de influencia. Algunas culturas promueven la idea de que este sangrado es una forma de impureza o contaminación, el flujo menstrual posee propiedades nocivas y la mujer en su estado puede producir calamidades o desgracias a su comunidad si no se aísla. Los efectos negativos, de no contenerse, pueden afectar especialmente a varones. Las tribus del sureste de Estados Unidos erigían los edificios de menstruación con la misión de contener el peligro que representaba esta sangre. En Melanesia los tabúes menstruales se asociaron a nociones de contaminación y antagonismo entre los sexos por el posible uso de esta sangre en rituales de hechicería contra los hombres por parte de las mujeres. Sin embargo, las huaulu (Indonesia) asumen la reclusión en la choza menstrual como una responsabilidad importante dado el carácter nocivo de su sangre hacia el varón, y lo consideran un «deber de protección hacia sus esposos y un acto de amor hacia ellos». Este pueblo estima que la sangre menstrual debe gestionarse socialmente porque es una sustancia «poderosa y peligrosa», que deriva de la deidad femenina «depredadora» Hahanusa, responsable de introducir los ciclos de vida y muerte de acuerdo a su mitología. Janet Hoskins propuso que la revelación pública del momento de la menstruación es una acto de protección hacia los varones, y una señal de cooperación entre sexos para la salud y fertilidad del grupo.

### Poder espiritual femenino
De acuerdo con las creencias de algunos pueblos nativo norteamericanos, la menstruación confiere a la mujer un carácter sagrado, y potenciaba la facultad creativa de su energía espiritual reproductiva. En esos días el poder femenino aumentaba sobrepasando al del varón; las mujeres no podían relacionarse con líderes religiosos, participar de ceremonias o tocar parafernalia o regalia para que su energía no entre en conflicto con otras. Su enfoque sobre la reclusión difiere del análisis europeo–estadounidense, y considera el aislamiento un «reconocimiento del poder de las mujeres y un mecanismo para  contener sus potenciales fuerzas negativas». Debido a esto, se promovía un estricto acatamiento de la segregación ya que la sangre puede impactar negativamente en la habilidad de caza de los varones. En el caso de contacto accidental de un hombre con una mujer menstruante, se preparaban remedios herbales y rituales para contrarrestar el efecto. La menstruación anula a su vez la medicina tradicional nativa, por lo que el tabú incluía no acercarse a los enfermos. Por la potencia atribuida a la sangre el aislamiento se consideró en ocasiones un acto «valeroso», como en el caso de las mujeres chickasaw que respetaron la reclusión menstrual en los márgenes de su aldea en el medio de un ataque de enemigos pro franceses en la década de 1750, ya que esto permitió proteger la virilidad de los hombres guerreros.
La menstruación es también un «regalo» de la deidad lunar o abuela luna, y el receso de las actividades cotidianas esta previsto para que las mujeres puedan «reflexionar» y no imbuir los alimentos, medicinas o utensilios sagrados con el poder de su sangre. Asimismo, estos lugares promovían un espacio de conexión con las creencias sobre poderes espirituales, y les permitían «un momento para purificarse a sí mismas mental, física, emocional y espiritualmente». Una interpretación sobre esta práctica asume que el aislamiento, al hacerse de manera grupal por mujeres que hayan coincidido en su ciclo menstrual, no constituiría una experiencia «tediosa» y podría fomentar actitudes de «solidaridad femenina».
En Tamil Nadu y Kerala, al sur de la India, la sangre menstrual era venerada durante el período Sangam. La literatura entre el año 100 y 500 d. C. menciona a ananku, un poder divino propio de la sexualidad femenina ligado al puerperio y al menstruo, especialmente a la menarquia. Este poseía cualidades curativas, regeneradoras y protectoras, y se creía que su potencia requería un periodo de aislamiento cuando la mujer menstruaba. El brahmanismo posterior influyó en el cambio de connotación de esta sangre, considerada de allí en más una sustancia impura y contaminante, que debe resguardarse para no perturbar la pureza del varón.
En una primera instancia la función del aislamiento entre los kalasha (Pakistán) se asoció a la contención de la impureza simbólica del sangrado. Otras interpretaciones a lo largo del siglo XX atribuyeron a las casas menstruales (bashali) un carácter de «cárcel», un lugar donde realizar «rituales lésbicos» o una institución femenina religiosa «poco relevante» para el grupo. En el siglo XXI un acercamiento ligó la reclusión menstrual con las creencias de dualidad y equilibrio de los conceptos onjesta y pragata, regidores de la cosmovisión kalasha. El primero asociado al género masculino y el segundo al femenino, los bashali serían una representación material de esta creencia y actuarían como espacios liminales «pragata» para gestionar estos principios complementarios.

### Ritos de paso, relaciones sociales y sincronización menstrual
Los edificios de aislamiento menstrual también se utilizaron para hospedar la iniciación de las niñas con su menarquia en la vida adulta. Los pueblos de la Meseta del Noroeste en Canadá lo consideraban un lugar capaz de asegurarle un futuro prometedor con un esposo, hijos, prosperidad y salud, y allí se instruían por primera vez en las técnicas para la «contención del poder de la sangre menstrual». El aislamiento también proporciona un espacio donde capacitarse en los roles de género de la adultez, y las actividades que la niña realiza recluida varían según la cultura. Las nativas norteamericanas se abocaban a la cestería, fabricación de contenedores, ropa de cuero y esteras. Para los lakota, los hábitos adquiridos en la primera menstruación marcarían el resto de la vida de la niña, y durante ese tiempo segregada se promovía que realizara las actividades propias de su género como el bordado con mostacillas y con púas, y asuma comportamientos considerados dignos de una mujer de su comunidad como hablar en un tono suave.  En Sudamérica, la niña wayú pasa por un rito de iniciación que la capacita en las técnicas, conocimientos y roles que se espera que cumpla como mujer adulta. Los guahibo la instruyen en actividades artesanales como  tejer, hilar, coser y hacer cerámica. La niña beta israel de Etiopía se iniciaba allí en el bordado, mientras que otras actividades como la cestería estaban expresamente prohibidas por el tabú de ingresar ciertos elementos al recinto menstrual. Los tikunas recluían a la niña a un choza donde se la sometía al retiro del cabello y flagelaciones perpetuadas por otras mujeres. Variables modernas de esta ceremonia, llamada yüüechíga o pelazón, mantiene la tradición del afeitado de la cabeza y el aislamiento, periodo que comienza tras las primeras menstruaciones y se extiende por un año. Durante este lapso y hasta que vuelva a crecer su cabello por completo, la niña aprende la historia de su pueblo, danzas y música. Al finalizar se celebran por tres días su paso de la niñez a ser reconocida como una mujer adulta. En los pueblos ranquel y tehuelche la segregación menstrual estaba entrelazada con la iniciación en el tejido. Los mapuches denominan a la menarquia ulchatum; con su primer sangrado la niña se dirigía junto a su madre y abuela a una casa de piedra donde se le entregaba una manta tejida, símbolo de su paso a la adultez, y se le transmitían los saberes de las mujeres.
La reclusión practicada en espacios comunitarios también se ha asociado al fenómeno de sincronización menstrual, una hipótesis que plantea que el ciclo de las mujeres viviendo en proximidad se coordina. Los yurok podrían haber utilizado la choza de menstruación comunitaria como indicador del estado tanto fisiológico como espiritual de todas las mujeres, y dar inicio a los rituales femeninos y también masculinos. Las saramaka generan lazos de camaradería entre aquellas que comparten juntas el aislamiento, e interpretan que si una integrante de este grupo se dirige a la choza de menstruación, será próximamente el turno de las demás de unírsele. Los edificios designados beta israel se comparten por varias mujeres y puede ser un espacio para promover las relaciones sociales entre vecinas. No hay evidencia, por otra parte, de una sincronización menstrual entre ellas.

### Anticoncepción, paternidad y sexualidad
Beverly I Strassmann, en su publicación de 1996 Menstrual hut visits by Dogon women, afirmó que las cabañas de menstruación dogón comprometen a la mujer a revelar el momento de su sangrado a la comunidad. La autora concluyó que estas edificaciones surgieron como una estrategia del varón para controlar los ciclos de fertilidad de su cónyuge. Los recintos están expuestos públicamente y siempre se erigen en la proximidad de la vivienda familiar, por lo que permiten al marido y a toda la línea patrilineal monitorearla con el objetivo de disuadir potenciales infidelidades, que resulten a su vez en embarazos fuera del matrimonio y, en última instancia, en la crianza de un hijo no consanguíneo que heredaría el patrimonio paterno. De esta manera, el hombre puede calcular el periodo fértil a partir de la fecha del sangrado (único indicador visible del ciclo menstrual debido a la ovulación oculta en seres humanos) en un intento de asegurar que sus hijos son propios. Los estudios de ADN que Strassmann realizó en un grupo dogón arrojaron como resultado que los hombres de religión tradicional, que institucionalizan la segregación menstrual, son cuatro veces menos propensos a criar hijos no consanguíneos que sus pares cristianos. Asimismo, las chozas de menstruación constituirían una herramienta del varón para evitar casarse con una mujer previamente embarazada.
La función principal de las casas de menstruación (koya) de Japón era la de contener el kegare o impureza de la sangre menstrual, y así no perturbar el favor de los dioses. La tradición dictaba que un varón no hablaría con una mujer menstruante de encontrársela públicamente en la calle, pero era posible que ambos se reúnan en estas viviendas. Una hipótesis plantea la posibilidad de que esto lugares hayan proporcionado un espacio para mantener relaciones sexuales, donde los hombres se acercaban en secreto por la noche y su estadía se extendían habiendo finalizado el sangrado. Esto se debe a los registros de hasta quince días de permanencia de una mujer en las cabañas. Los días del periodo y los subsiguientes se asocian a una menor ventana de fertilidad, por lo que las cabañas de menstruación podrían haber facilitado a las mujeres una forma de control natal y sobre su vida sexual. En culturas como el pueblo cimarrón ndyuka de Surinam, warao de Venezuela y kaska de Canadá, los recintos de menstruación también se consideraron espacios donde las mujeres podrían haber ejercido autonomía sobre su sexualidad, y se los vinculaba a ideas de potenciales infidelidades que llevaban a cabo en su interior durante el aislamiento.
Los saramaka, también de Surinam, entienden que la fertilidad aumenta inmediatamente tras concluir la menstruación y se considera un momento especial para la concepción. En los grupos que practican la poliginia se espera que el hombre elija mantener relaciones sexuales con la cónyuge que se reintegra al hogar tras el periodo de segregación menstrual, y la prefiera sobre otras de sus esposas. Asimismo, los matrimonios pactados durante la pubertad de las niñas solo se concretan cuando esta experimenta su menarquia y debe utilizar la cabaña menstrual por primera vez; a partir de este momento se la considera adulta y la unión se oficializa la misma noche que abandona este edificio.

## Impacto social

### Consecuencias
Los rituales chaupadi en Nepal y el gaokor en India han provocado un número de víctimas fatales por las condiciones precarias en que se realizan en las zonas rurales y remotas. El aislamiento en las chozas expone a mujeres y a los hijos que las acompañan a peligros como picaduras de serpientes y escorpiones, temperaturas extremas e intoxicación por inhalación de monóxido de carbono cuando se encendieron fogatas adentro. Cabe la posibilidad de que desarrollen problemas de salud potencialmente letales como diarrea, deshidratación, neumonía y complicaciones de las vías respiratorias y urinarias. La hipotermia también es recurrente por la falta de cobijo o protección adecuada contra el frío. Otros cuadros presentes con mayor frecuencia en las mujeres que practican el chaupadi son la disuria, flujo anormal, picazón en la zona genital y menstruación dolorosa con presencia de olores. En el caso de una emergencia, el peso del tabú menstrual impide que esta busque ayuda hasta que su sangrado haya concluido, y que la familia o comunidad la asista por miedo a su estado de «impureza», resultando en una atención médica tardía o la muerte. Otro condicionante es el pobre acceso a la higiene, saneamiento y la prohibición del baño durante el menstruo. Las dietas en este lapso se modifican, y en algunos casos esto deriva en la privación de nutrientes esenciales o pasar hambre si la imposición del aislamiento es severa. Durante el chaupadi a las mujeres se les prohíben los productos lácteos por temor que afecten la producción de leche del ganado, y solo se les permite el consumo de pan salado. Tampoco les es posible beber agua limpia de fuentes comunitarias. La estadía durante la noche en refugios precarios ha sido descrita como una experiencia «aterradora». Sobre la salud mental se registró un aumento en los niveles de depresión, como así también mayor preponderancia de sentimientos de tristeza, inseguridad, culpa y humillación. Particularmente las adolescentes vivencian el aislamiento con estrés por la separación de sus padres, y preocupación por el posible daño que podrían ocasionar a sus seres queridos por el tabú menstrual.
El chaupadi está considerado como una forma de violencia de pareja y por parte del círculo íntimo de la mujer, como así también una vulneración de su autonomía. A su vez, el aislamiento la expone a la violencia sexual en las chozas: los ataques son poco frecuentes por el peso del tabú pero aun así se han registrados casos de agresiones sexuales. En las niñas, la reclusión y el estigma de la menstruación contribuyen a elevar el ausentismo escolar. En India el aislamiento le impide a la mujer habitar su hogar, por lo que otras asumen temporalmente la responsabilidad del trabajo doméstico. Este ausentismo es considerado una incomodidad y ha impulsado, junto a otros factores culturales, la demanda de histerectomías como una solución radical para evitar por completo el sangrado y las complicaciones sociales que supone.
Las mujeres beta Israel de Etiopía tienen sentimientos encontrados sobre la segregación. Por un lado, el tiempo de reclusión les permite un descanso ya que deben abstenerse de trabajar y  realizar tareas domésticas. Por otro, mencionaron que en las chozas pasan frío, faltan alimentos y la experiencia a la noche puede producir miedo por la presencia de animales salvajes cerca como hienas. Las mujeres cimarrón de Surinam consideran la reclusión menstrual como «una de las necesidades más inconvenientes y desagradables de la vida»; las saramaka tienen la expresión «dê a baáka» que designa tanto al momento de reclusión menstrual como al luto.

### Posturas de erradicación

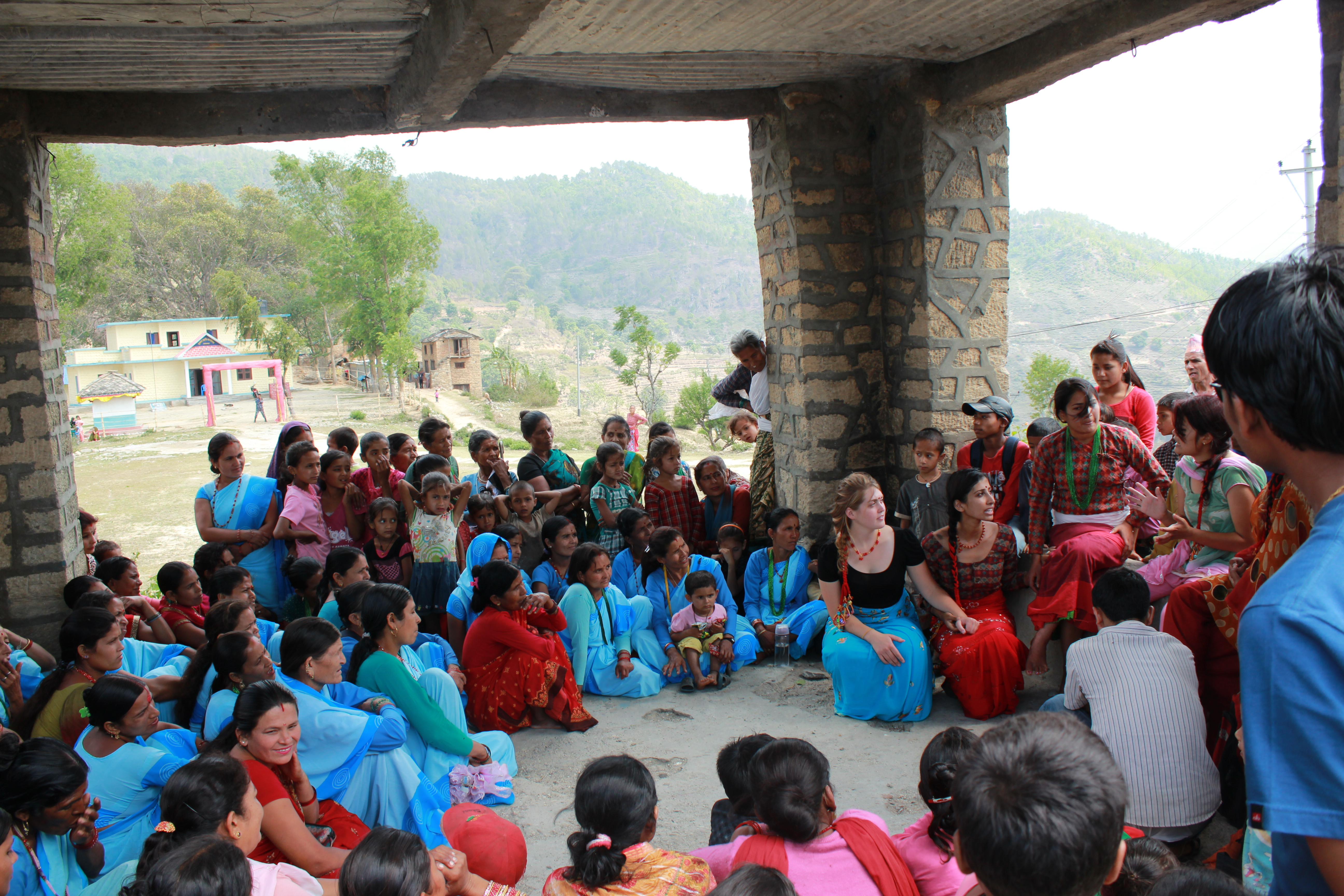
Jornada de diálogo en Achham, Nepal con motivo de discutir el ritual de reclusión chaupadi. (2012)

El Fondo de Población de las Naciones Unidas considera la exclusión durante la menstruación una restricción cultural que promueve la creencia de que es un proceso «sucio» o «avergonzante». Como resultado, mujeres y niñas motivadas por el miedo pueden optar por evitar reuniones sociales, asistir a clase o participar de deportes. Esto, a su vez, puede fomentar la idea de que tienen «menos derecho a participar en la vida pública o habitar espacios comunes». Se ha propuesto que la práctica sea uno de los temas centrales del manejo de la higiene menstrual, mientras que diferentes ONGs y activistas también enfocan esfuerzos en erradicar la reclusión obligatoria y tabúes relacionados.
Existen iniciativas para derogar la práctica por completo. La Corte Suprema de Nepal prohibió el ritual chaupadi en 2005. En 2010 se reconoció como una forma de violencia hacia las mujeres y en 2017 fue oficialmente ilegalizado por el gobierno nacional. Naciones Unidas a través de ONU Mujeres trabaja en la educación y concientización en las comunidades que todavía lo practican. En India, la National Law School of India University elaboró un proyecto de ley en 2013 para la prohibición de actitudes supersticiosas que incluyó la segregación durante la menstruación y tras el parto. Allí también la Comisión Nacional de Derechos Humanos pasó a considerar al gaokor una violación de los derechos humanos de la mujer que compromete su seguridad, higiene y dignidad, e instó al gobierno en 2015 a tomar medidas para su erradicación.

### Representaciones culturales
En la novela histórica de 1997 The Red Tent, de Anita Diamant, el título alude a la carpa roja que habitaban las mujeres durante el sangrado menstrual y cuenta la historia de Dina, única hija de Jacob (uno de los doce patriarcas de Israel) y mencionada en el Antiguo Testamento. La obra se adaptó a una serie de televisión homónima en 2014.  El manga de 2017 y película japonesa de 2019 Little Miss P tomó inspiración de un cuento de la época feudal sobre la reclusión de una niña en una cabaña de menstruación. En 2019 el periódico New York Times produjo el documental Am Not Untouchable, I Just Have My Period, sobre la situación del aislamiento menstrual en Nepal.